# Heilige Drei Könige

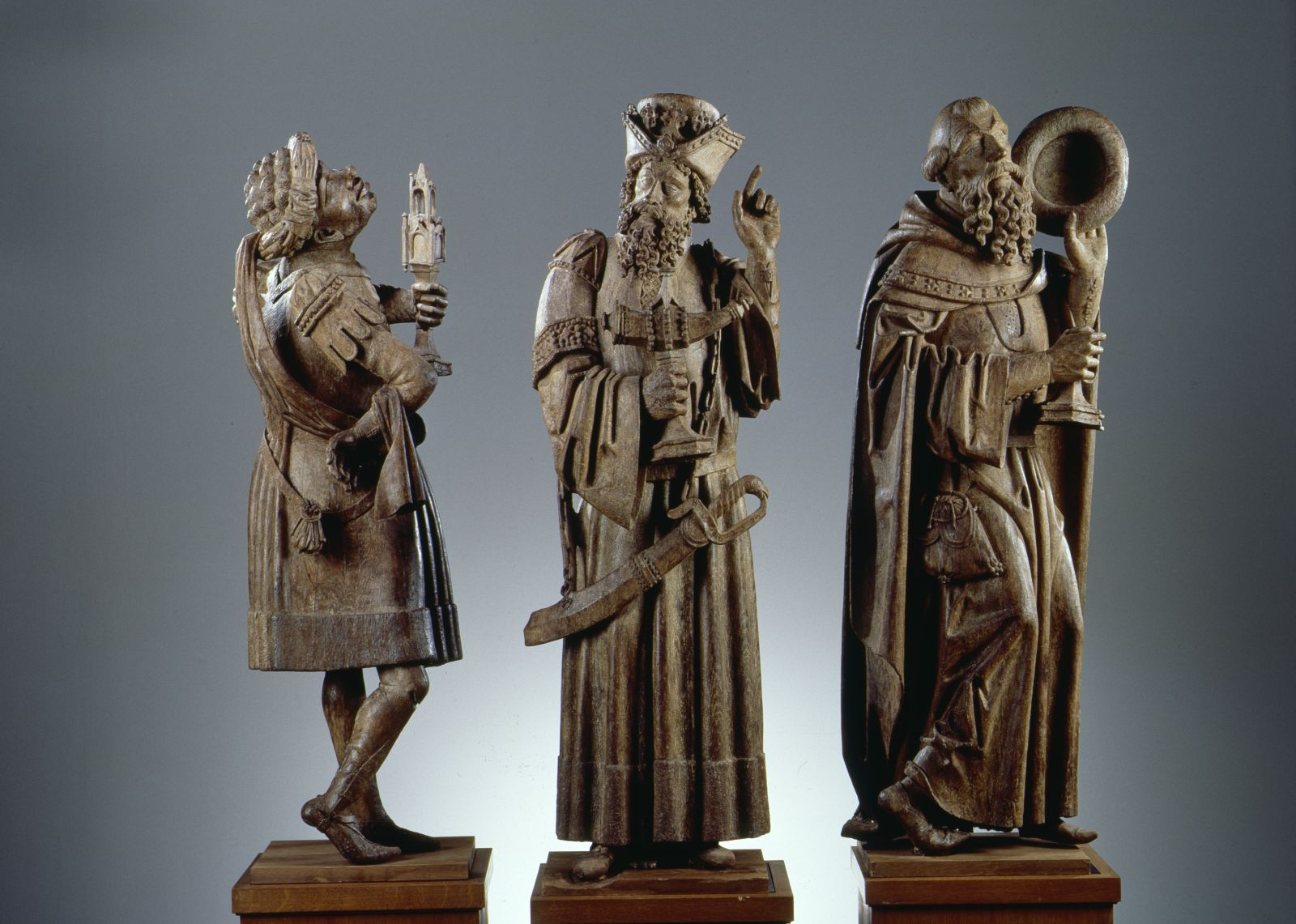
Heilige Drei Könige, Eichenholz, um 1490, Germanisches Nationalmuseum in Nürnberg

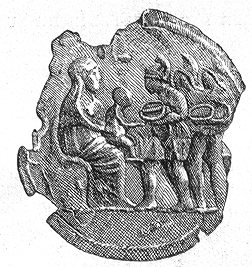
Anbetung der Weisen, Bronzeplakette, 4. Jahrhundert (Vatikanische Museen, Rom)

Als „Heilige Drei Könige“ oder „Weise aus dem Morgenland“ bezeichnet die christliche Tradition die in der Weihnachtsgeschichte des Matthäusevangeliums (Mt 2 ) erwähnten Sterndeuter (im griechischen Ausgangstext μάγοι magoi wörtlich ‚Magier‘), die durch den Stern von Betlehem zu Jesus geführt wurden. Im Neuen Testament werden sie weder als „Heilige“ noch als „Könige“ bezeichnet, auch gibt es keine Angabe über ihre Anzahl. Die Dreizahl sowie Attribute von Königen sind Ergebnisse einer umfangreichen Legendenbildung, die erst im späten 3. Jahrhundert ihren Anfang nahm. Die in der Westkirche verbreiteten Namen Caspar, Melchior und Balthasar werden erstmals im 6. Jahrhundert erwähnt. Dagegen sprechen eine syrische Quelle des 7. Jahrhunderts aus Edessa in Obermesopotamien und weitere Quellen von zwölf persischen Königen.

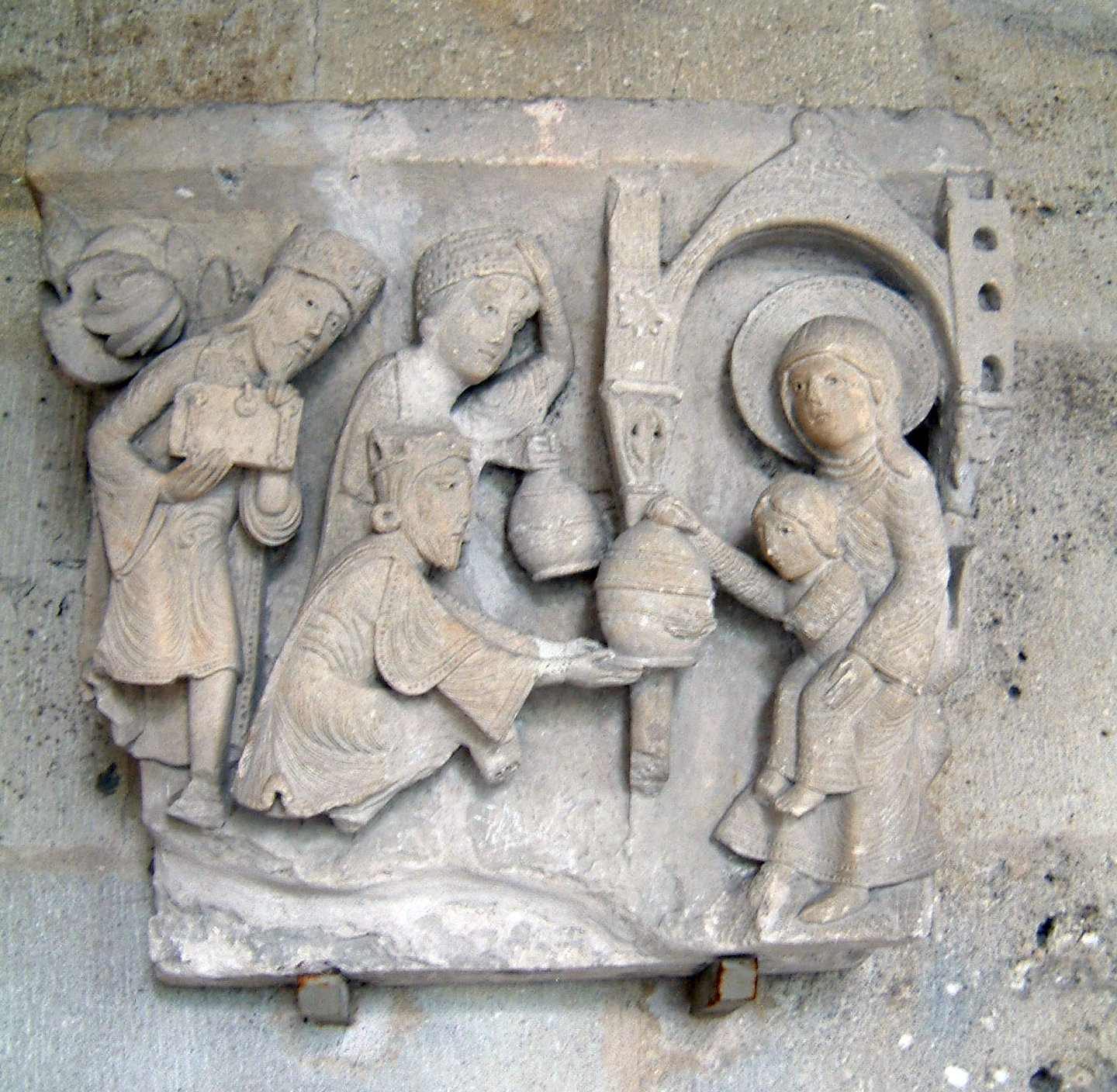
Anbetung der Könige, Kapitell, ausgestellt im Kapitelsaal der Kathedrale Saint-Lazare d’Autun, 12. Jahrhundert

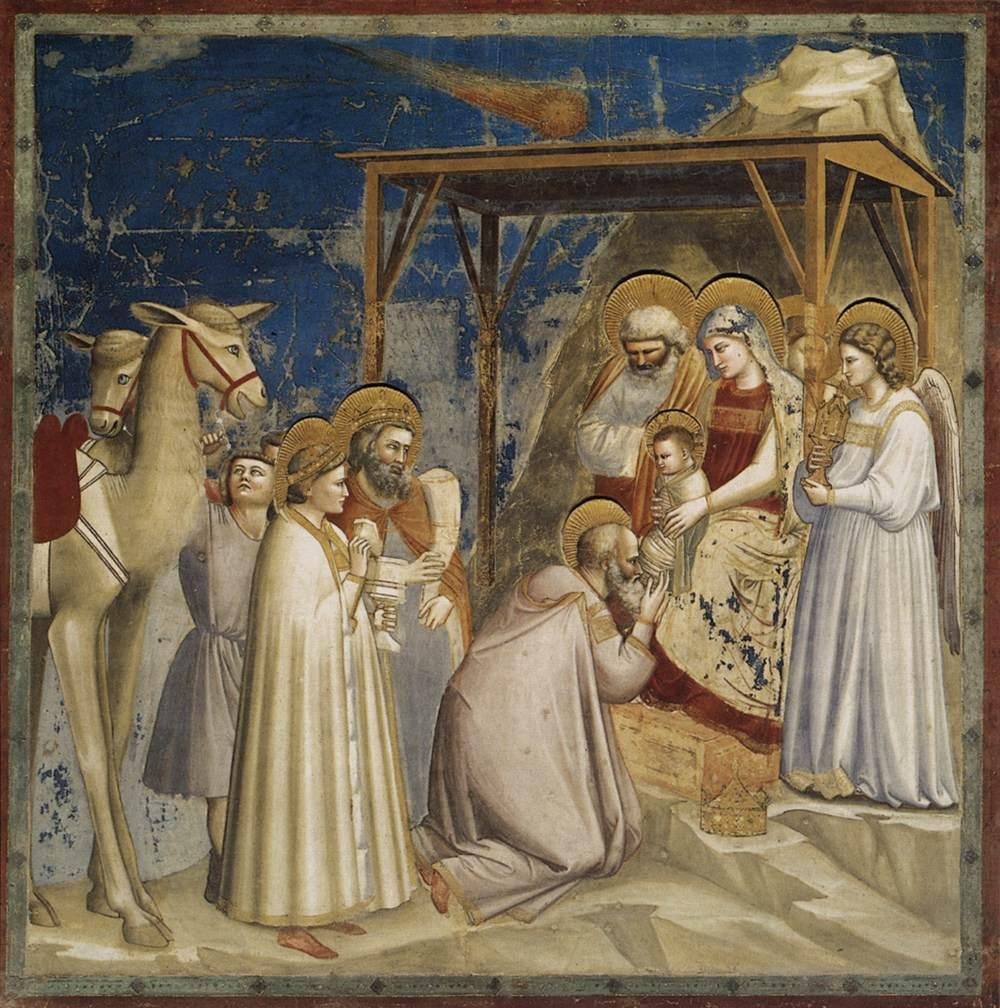
Giotto di Bondone: Adorazione dei Magi, Fresko in der Cappella degli Scrovegni (Padua) mit Darstellung eines Kometen, um 1305

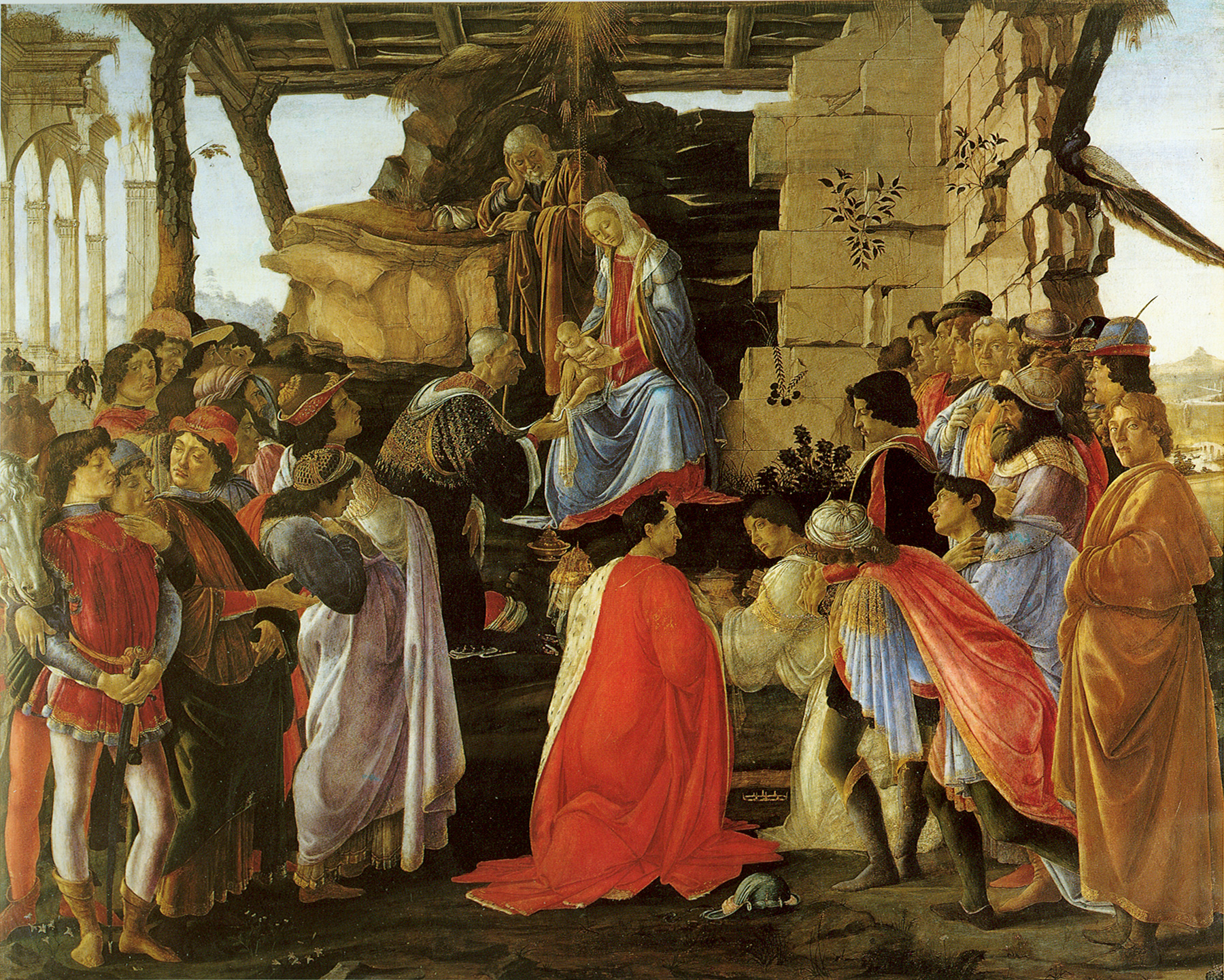
Sandro Botticelli: Anbetung der heiligen drei Könige, Tempera auf Holz, um 1475 (Galleria degli Uffizi, Florenz)

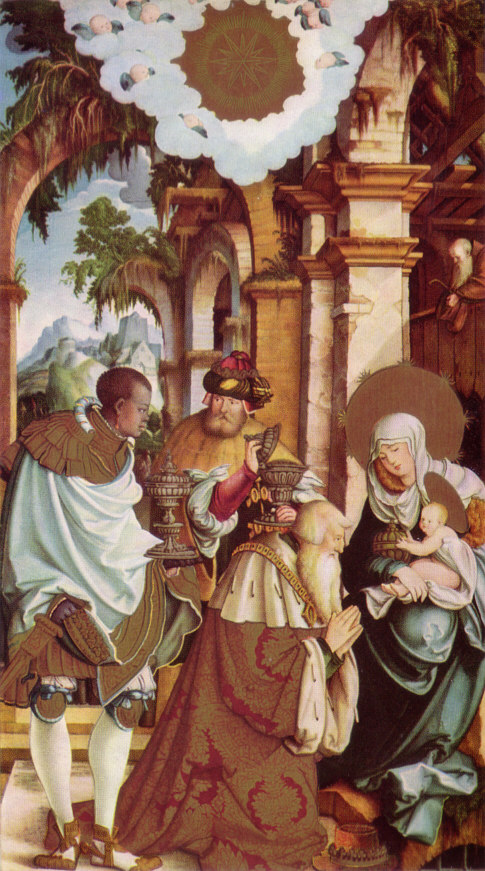
Dreikönigsbild des Meisters von Meßkirch, um 1538

In der katholischen Kirche werden die „drei Könige“ als Heilige verehrt, auch wenn es eine förmliche Heiligsprechung für sie nie gegeben hat. Ihnen zugeschriebene Reliquien wurden ab dem 12. Jahrhundert zum Ziel einer bedeutenden Pilgerbewegung, die sowohl die Fertigung des Dreikönigenschreins wie auch den Bau des hochgotischen Kölner Doms veranlasste.
Ihr Gedenktag ist das Hochfest der Erscheinung des Herrn (Epiphanie) am 6. Januar. Auch in den evangelischen Kirchen wird zu Epiphanias der Weisen gedacht. In den orthodoxen Kirchen ist ihr Fest dagegen zusammen mit Weihnachten am 25. Dezember des julianischen Kalenders. In der Koptisch-Orthodoxen Kirche von Alexandrien wird ihrer am 26. Dezember gedacht.

## Exegese und biblische Bezüge
Das zweite Kapitel des Matthäusevangeliums (Mt 2 ) berichtet im Rahmen der Erzählung von der Geburt Jesu Christi in Bethlehem über die Verehrung des Neugeborenen durch Μάγοι ἀπὸ ἀνατολῶν (griechisch, Mágoi apὸ anatolôn, „Magier aus dem Osten“). Dort heißt es: „Als Jesus zur Zeit des Königs Herodes in Betlehem in Judäa geboren worden war, kamen Sterndeuter aus dem Osten nach Jerusalem und fragten: ‚Wo ist der neugeborene König der Juden? Wir haben seinen Stern aufgehen sehen und sind gekommen, um ihm zu huldigen.‘“
Der Begriff mágos (gr. Sing. μάγος, Plur. μάγοι; von Altpersisch maguš) wurde im Griechischen allgemein für einen Zauberer und Sterndeuter verwendet, aber vor allem für die zoroastrische Priesterkaste, die ursprünglich auf den medischen Priesterstamm der Mager zurückging, der unter anderem bei Herodot, Strabon und Philon von Alexandria erwähnt wird. Im iranischen Arsakidenreich (ca. 250 v. Chr. bis 224 n. Chr.) wurden dann alle zoroastrischen Priester als Magier (moġ) bezeichnet; sie genossen bei Griechen und Römern den Ruf, besonders gute Wahrsager und Sterndeuter zu sein. Deshalb könnten im biblischen Text persische oder auch chaldäische Sterndeuter gemeint sein. In der älteren Forschung wurde teils die Meinung vertreten, dass diese Magier von der jüdischen Gemeinde in Babylon beeinflusst gewesen sein könnten. Nach allgemeiner Auffassung der theologischen Exegese repräsentieren sie die Welt der Heiden und suchen nach dem neugeborenen „König der Juden“ (Mt 2,2 ), ein Begriff, der bei Matthäus nur von Heiden verwendet wird (vgl. Mt 27,11.29.37 ); die Juden verwenden im Matthäusevangelium stattdessen ausschließlich den Begriff „König Israels“ (Mt 27,42 ).
Die Magier haben laut Matthäus den Aufgang eines Sterns beobachtet, der die Geburt eines Königs ankündigt (Mt 2,2 ). Hier ist an einen persönlichen Stern im Sinne einer von ihnen beobachteten Himmelserscheinung gedacht. Assoziationen zum Stern finden sich sowohl im Verstehenshorizont der heidnischen antiken Umwelt (Vergils Aeneis 2,694) als auch im jüdischen Umfeld (vgl. das Bileamwort über einen aufgehenden Stern in Israel Num 24,17  oder auch eventuell die wandernde Feuersäule in Ex 13,21 ). Ob der Erzählung ein tatsächliches Phänomen am Sternenhimmel um die Zeitenwende zugrunde lag (denkbar wäre eine bestimmte Planetenkonstellation, eine Supernova oder ein Komet), ist unter Astronomen umstritten und geht nach Meinung vieler Theologen „als Frage am primär symbolischen Gehalt des Sterns vorbei“.
In den Versen 3 bis 8 kommen die Magier zuerst nach Jerusalem, dem als Hauptstadt naheliegenden Geburtsort eines Königs der Juden. Hier wird die Reaktion der politischen und religiösen Aristokratie auf die Geburt des Messias geschildert: „sie erschraken“ (V.3). In Vers 8 beauftragt König Herodes sie sogar, zurückzukehren und ihm genau den Aufenthaltsort des Kindes zu verraten – eine Vorbereitung der Erzählung vom Kindermord in Betlehem (Mt 2,16–18 ). So weist Matthäus bereits in der Einleitung des Evangeliums auf das zentrale Motiv der Ablehnung des Messias durch sein eigenes Volk hin. Hingegen sind die Heidenvölker, die die Magier repräsentieren, noch vor Israel zum Glauben an Jesus als den Messias gelangt. Ihre Huldigung und ihre Geschenke nehmen die endzeitliche Völkerwallfahrt vorweg.
In Vers 9 folgen die Weisen wieder dem Stern, der erst jetzt als wegweisender Wanderstern beschrieben ist. Er zieht vor ihnen her bis nach Betlehem und bleibt dort stehen. Im Unterschied zum Lukasevangelium („Krippe“ ohne Aussage zum Gebäude, Lk 2,7 ) ist es bei Matthäus ein gewöhnliches „Haus“ (Vers 11). Vers 10 und 11 sind als Kontrast zum Erschrecken der Menschen in Jerusalem gestaltet: Die Magier sind überglücklich – „sie freuten sich sehr mit großer Freude“ – und bringen ihre Gaben dar: Gold, Weihrauch und Myrrhe (Vers 11). Dieser Vers nimmt auf mehrere alttestamentliche Texte Bezug:
Die Völkerwallfahrt zum Zion in Psalm 72,10–15 :

„10Die Könige von Tarschisch und von den Inseln bringen Geschenke, die Könige von Saba und Seba kommen mit Gaben. 11Alle Könige müssen ihm huldigen, alle Völker ihm dienen. […] 15Er lebe und Gold von Saba soll man ihm geben!“

Im Buch Jesaja 60,6 :

„Alle kommen von Saba, bringen Weihrauch und Gold und verkünden die ruhmreichen Taten des Herrn.“

Und im Hohelied 3,6 :

„Wer ist sie, die da aus der Steppe heraufsteigt in Säulen von Rauch, umwölkt von Myrrhe und Weihrauch, von allen Wohlgerüchen der Händler?“

Daneben dient Matthäus jedes Geschenk einzeln als Zeugnis für die Messianität Jesu: Gold als das angemessene Geschenk für den neugeborenen König; Myrrhe, eine Heilpflanze, mit der Arznei zubereitet wird, zum einen als Geschenk für den von Gott gesandten Arzt und Heiler („Heiland“), zum anderen unter Bezugnahme auf Ex 30,22–33  ebenso wie der dem Bereich des Tempels zugeordnete Weihrauch als Geschenk für den zukünftigen Hohepriester Israels.
Einen anderen Bezug zur Myrrhe bietet das Johannesevangelium 19,39 , wo es heißt, Nikodemus habe etwa 100 Pfund Myrrhe mit Aloe vermischt zu Jesu Begräbnis gebracht. Die Auffassung, dass die Myrrhe des Königs in diesen Zusammenhang gehört, begegnet schon sehr früh. In einem Beda Venerabilis zugeschriebenen Text, dessen Vorlage vielleicht ein griechisches Malerhandbuch war, liest man: „Balthasar […] per myrrham filium hominis moriturum professus est“ („Balthasar hat durch die Myrrhe den künftigen Tod des Menschensohns angegeben“). In diesem Sinn dichtete Friedrich Spee um 1623: „die Myrrh’ auf seine Menschheit wies“. Die Myrrhe ist dann nicht Zeichen für den Heiler, sondern Zeichen für den sterblichen Menschen, der mit Myrrhe einbalsamiert ins Grab gelegt wird. Diese Vorstellung drückt auch die Antiphon zum Benedictus der Laudes des 7. Januar aus. Da bringen die drei Weisen „Gold dem großen König, Weihrauch dem wahren Gott und Myrrhe für sein Begräbnis“. Der nämliche Gedanke findet sich in dem Liedtext „Ein Stern ist aufgegangen“ von Guido Maria Dreves: Die Weisen brachten „Weihrauch dem Gotteserben, dem Königskinde Gold, die Myrrhe ihm, der sterben für uns am Kreuze wollt“.
Matthäus 2,12  sorgt noch dafür, dass die Weisen nicht zu Komplizen des Herodes werden und Jesus verraten. Damit verschwinden sie aus dem Matthäusevangelium, „ein weiteres Interesse an ihnen besteht nicht“.

## Überlieferungen und Legenden

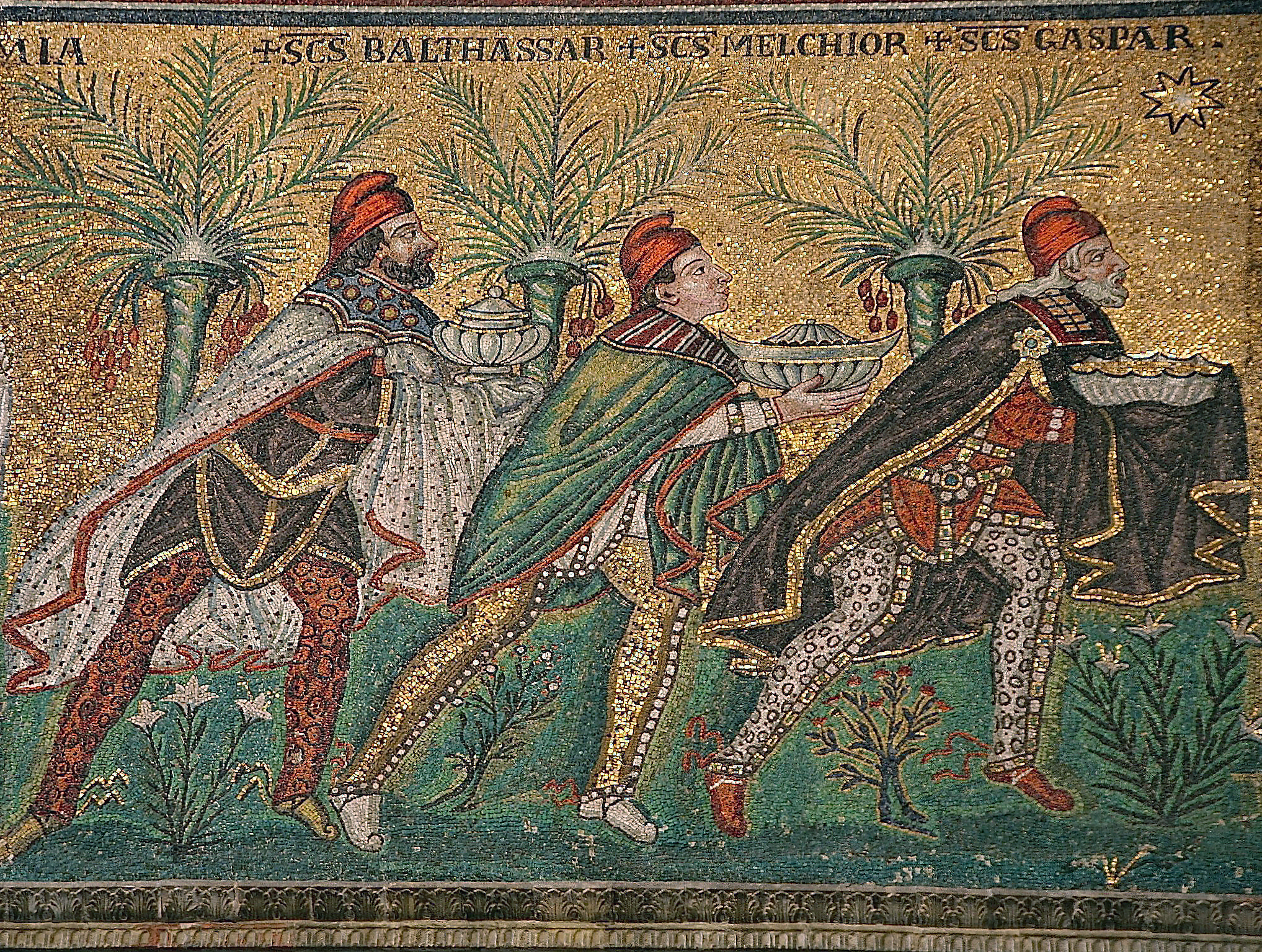
SCS Balthassar, SCS Melchior, SCS Caspar mit phrygischen Mützen, Mosaik des 6. Jahrhunderts (Basilica Sant’Apollinare Nuovo, Ravenna). Die Tracht ähnelt der Kleidung sassanidischer Priester.

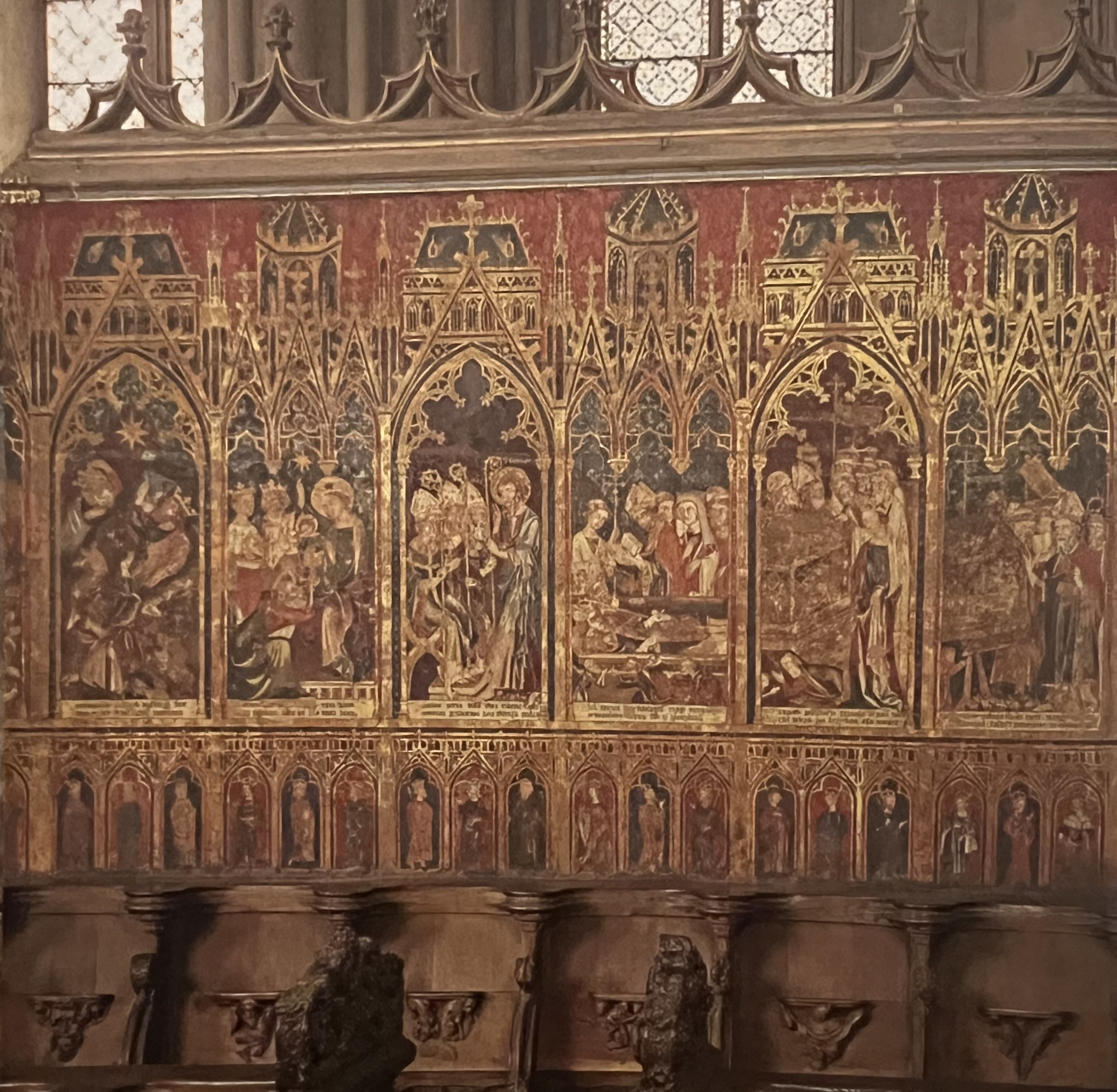
Chorschrankenbilder des Kölner Doms mit Dreikönigslegende, um 1340

In der antiken griechischen Literatur war magoi in der Regel die Bezeichnung für die zoroastrischen Priester Persiens (siehe oben). Aufgrund der Bezüge zu Ps 72,10  und Jes 60 , wo Könige die Geschenke bringen, wurden die „Magier“ in der christlichen Überlieferung aber bald zu Königen umgedeutet. So schreibt bereits der Kirchenschriftsteller Tertullian Anfang des 3. Jahrhunderts im Rückgriff auf diese Bibelstellen über die Weisen, sie seien fast wie Könige aufgetreten. Endgültig zu Königen wurden sie dann bei Caesarius von Arles und noch später bei  Isidor von Sevilla. Dagegen sieht sie die Legenda aurea weiter als Sterndeuter, Philosophen und Magier. Aus frühchristlichen Quellen stammt die Erzählung von ihrer Taufe durch den Apostel Thomas und von ihrer Bischofswürde, von einem gemeinsamen Weihnachtsfest im Jahr 54 und ihrem unmittelbar darauf folgenden Tod.
Die Zahl der Weisen schwankt in den ersten Jahrhunderten. Origenes (185–254) nennt als erster die Dreizahl der Magier. Auf Wandgemälden der Domitilla-Katakomben in Rom sind vier statt der üblichen drei Magier dargestellt, in einer anderen Katakombe sind (wohl aus symmetrischen Gründen) nur zwei Könige mit phrygischen Mützen abgebildet.
Nach dem syrischen Schriftsteller Jakob von Edessa (633–708) und weiteren syrischen Quellen unterschiedlicher Überlieferungsqualität waren es hingegen zwölf persische Könige (Zarvandades, Hormisdas, Gusnasaphus, Arsaces, Zarvandades, Orrhoes, Artaxestes, Estunabudanes, Maruchus, Assuerus, Sardalachus, Merodachus), und die Zahl drei geht nur auf die drei Gaben (Gold, Weihrauch und Myrrhe) zurück: „Die Magier, wegen deren Deine Brüderlichkeit gefragt hat, die aus dem Osten nach Jerusalem kamen, als Christus geboren war, waren aus dem Land Persien und von den Söhnen des Elam des Sohns Sem war ihre Genealogie. Und es waren nicht bloss drei, wie die Maler sie mit Farben dem Volke vormalen, weil sie von der Dreizahl der Gaben hörten, Gold, Myrrhe und Weihrauch, sondern 12, wie die genaueren schriftlichen Erzählungen überliefern. Es waren aber die Gekommen Fürsten und bekannte und berühmte Männer aus dem Lande Persien. Mit ihnen war ein grosses Volk, ein grosses Lager mehr als 1000 Mann, so dass auch ganz Jerusalem in Bestürzung geriet, als sie dorthin kamen und sich davor zeigten.“ Diese teilweise parthischen Fürstennamen aus Persien werden in diesen Aufzählungen innerhalb der syrischen Überlieferung mit ihren Vätern gelistet.
In der Erbauungsliteratur des 19. und 20. Jahrhunderts finden sich gelegentlich Legenden, in denen „der vierte König“ verspätet nach Bethlehem zur Krippe, aber noch rechtzeitig zum Kreuz auf Golgatha kommt, so bei dem amerikanischen Theologen und Schriftsteller Henry van Dyke 1895 und dem deutschsprachigen Romancier Edzard Schaper 1961. Auch der französische Schriftsteller Michel Tournier verarbeitete die Legende vom zu spät kommenden König in seinem Roman Kaspar, Melchior und Balthasar.

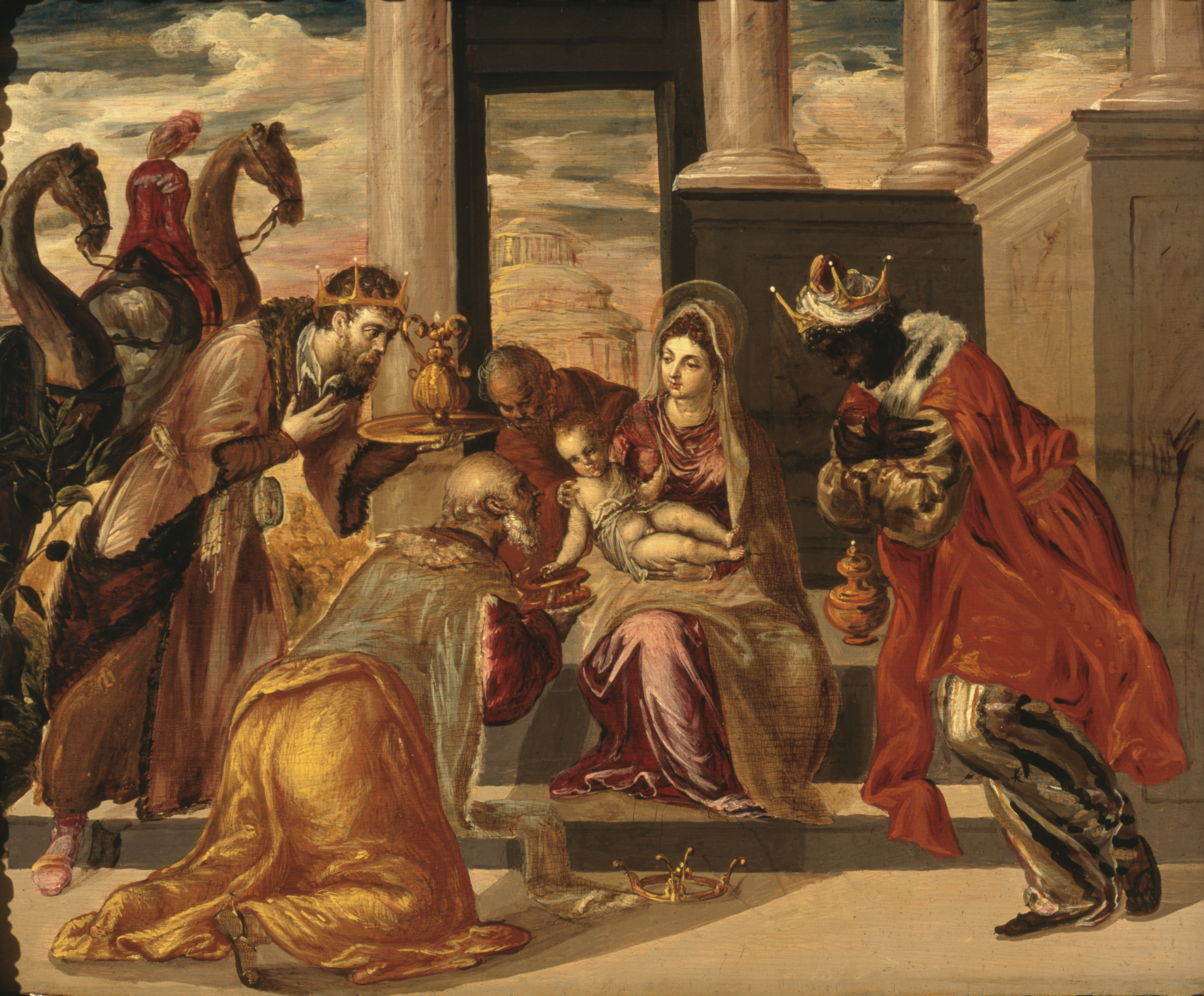
El Greco: Die Anbetung der Könige, 1568 (Museo Soumaya, Mexiko-Stadt)

Marco Polo berichtet, er habe auf seiner Reise durch Persien die Gräber der heiligen drei Könige in der Stadt Sava besichtigt.
Als Namen kommen in der lateinischen Tradition ab dem Anfang des 6. Jahrhunderts Variationen von Caspar, Melchior und Balthasar vor. Die Namen entstammen verschiedenen Sprachen: Caspar möglicherweise einer altiranischen Wortbildung ganzabara- „Schatzträger“ zu Caspar, Melchior wohl dem Hebräischen malkī ’ōr (מלכי אור) „mein König ist Licht“, Balthasar als Wiedergabe von Bēl-šar-uṣur, einem neubabylonischen Namen der Bedeutung „Baal/Herr schütze den König“.
In der syrischen Tradition lauten die Namen dagegen Larvandad, Gushnasaph, und Hormisdas.
Bei den Armeniern werden sie Kagba und Badadilma genannt; bei den Äthiopiern tragen sie die Namen Tanisuram, Mika, Sisisba und Awnison, Libtar, Kasäd.
In den Mysterienspielen zum Dreikönigsfest des Mittelalters erfährt die Dreikönigslegende weitere Ausgestaltungen, besonders im Hinblick auf die Herkunft: So sind in einem deutschen Mysterienspiel aus dem 14. Jahrhundert Melchior König von Arabien, Balthasar von Saba und Caspar von Chaldäa. In französischen Mysterienspielen (z. B. Rouen, Compiègne) ab dem 11. Jahrhundert findet diese Zuordnung der drei Könige zu den damals bekannten drei Kontinenten Europa, Asien und Afrika einen literarischen Niederschlag.
Den Bezug der drei Weisen auf die Erdteile kennt schon Beda Venerabilis im 7. Jahrhundert, bei dem es in seiner Auslegung des Matthäus-Evangeliums heißt: „Im mystischen Schriftsinn bezeichnen die drei Magier die drei Teile der Welt – Asien, Afrika und Europa – oder aber auch das Menschengeschlecht, das bei den drei Söhnen Noachs seinen Anfang genommen hat.“ Meist wird der jüngste König Caspar, in anderen Quellen auch Melchior und seltener auch Balthasar als der Vertreter Afrikas angesehen.
Martin Luther verwarf die nicht aus der Bibel herzuleitende Vorstellung von drei Königen (statt einer unbekannten Zahl von Magiern beziehungsweise Weisen), weshalb im Protestantismus die Bezeichnung „Weise aus dem Morgenland“ vorherrscht.

## Darstellung in der Kunst

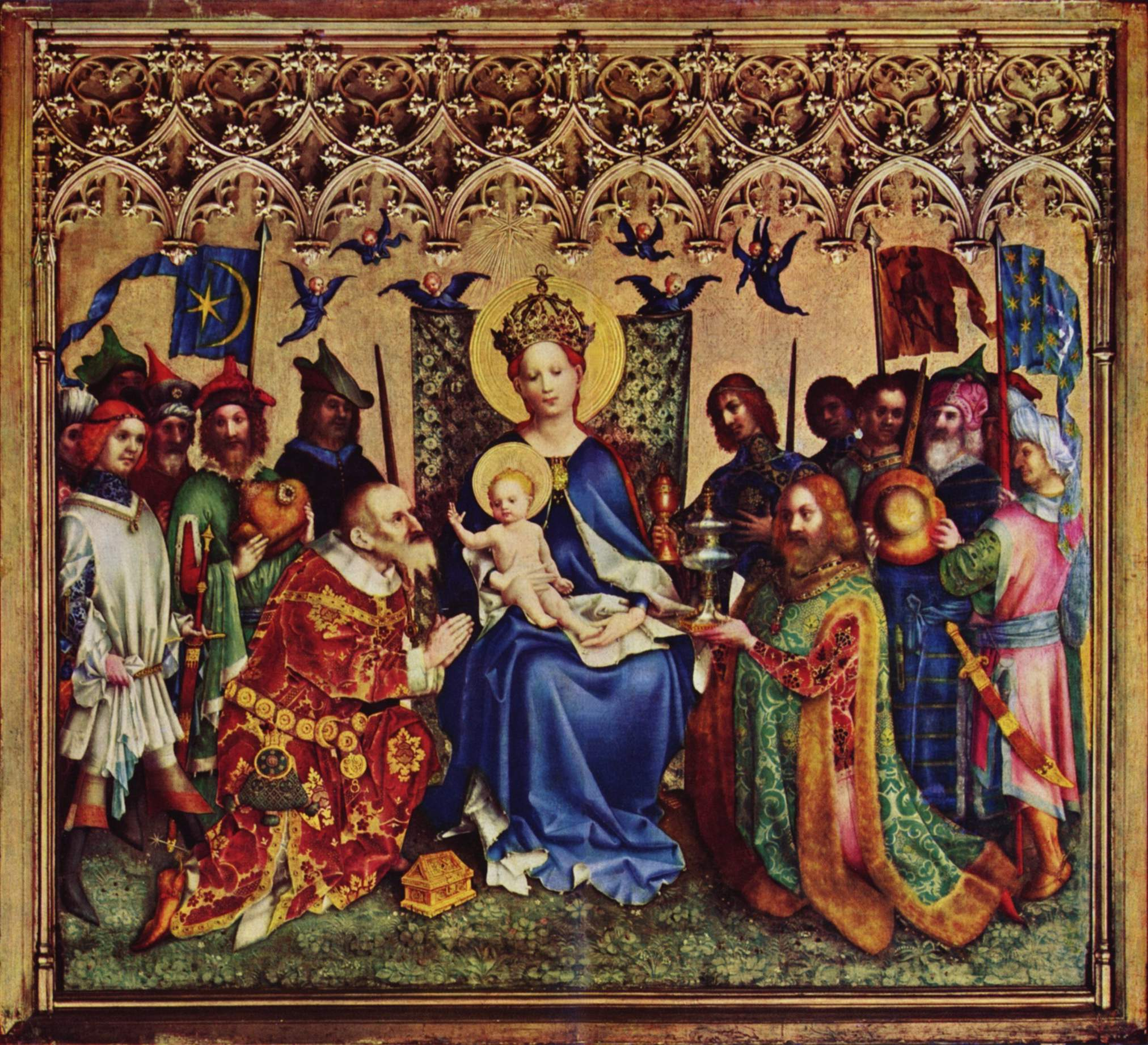
Anbetung der Könige im Altar der Stadtpatrone von Stephan Lochner im Kölner Dom

In der Kunst werden sie oft auch als Jüngling, erwachsener Mann und Greis dargestellt. So schrieb Beda Venerabilis (oder sein Nachfolger) um 730 nach einer älteren griechischen Vorlage: Der erste soll Melchior gewesen sein, ein Greis mit weißem Bart, der zweite Caspar, ein bartloser Jüngling, der dritte Balthasar, mit dunklem Vollbart (Tertius, fuscus, integre barbatus, Balthasar nomine). Dabei bezieht sich das lateinische Wort fuscus („dunkel, schwärzlich“) eindeutig auf den Bart und nicht auf die Hautfarbe, wie heute oft noch behauptet wird. Beda schreibt weiter: „Aber alle deren Kleider sind wie die der Syrer“ (Omnia autem vestimenta eorum Syriaca sunt). Die Zahl drei steht hier vermutlich auch für die drei Alter des Menschen.
In der Spätantike wurden die Weisen in der Bildkunst oft noch als persische Magier dargestellt. In einem heute verlorenen Mosaik aus dem 6. Jahrhundert  in der Geburtsbasilika in Bethlehem waren sie mit persischen oder syrischen Kopfbedeckungen dargestellt. Diese Basilika wurde, im Gegensatz zu anderen Kirchen, von den sassanidischen Persern 614 nicht zerstört, vielleicht auch, weil sie auf dem Mosaik Landsleute erkannten. Auch in der Basilika Sant’Apollinare Nuovo in Ravenna findet sich ein Mosaik mit der Darstellung der drei Weisen mit phrygischen Mützen, wie sie die zoroastrischen Perser in dieser Zeit trugen. Keiner der drei hat schwarze Hautfarbe. Ausgehend von der Beschreibung des Ptolomäer Kameos von Albertus Magnus wird einer der Könige nachfolgend mit schwarzer Hautfarbe dargestellt. Ein frühes Beispiel ist das Grabmal des Dietrich von Moers von 1460 im Kölner Dom als Figurengruppe in nahezu freiplastischer Aufstellung hinter dem Dreikönigsschrein, gegenüber der Achskapelle.

## Reliquien

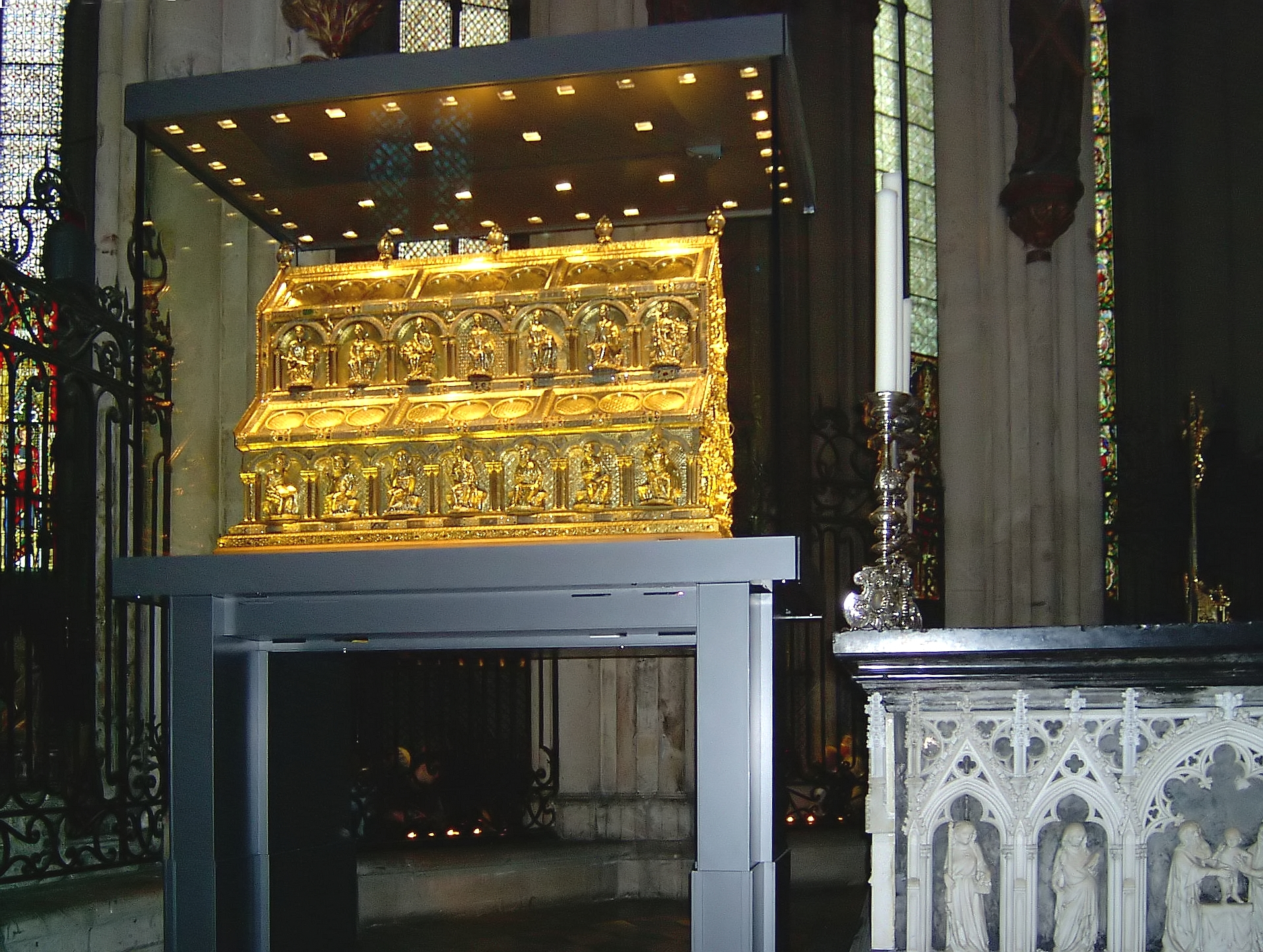
Dreikönigenschrein im Kölner Dom

Ursprung und Geschichte der Reliquien der heiligen drei Könige sind bis ins 12. Jahrhundert nur in Legenden überliefert. Danach soll die hl. Helena, die Mutter des Kaisers Konstantin, auf einer Pilgerfahrt in Palästina um das Jahr 326 die angeblichen Gebeine der Könige gefunden und mit sich genommen haben. Nach einer Legende aus dem 12. Jahrhundert soll Bischof Eustorgius von Mailand († um 350) einige Jahre später die Reliquien als Geschenk des Kaisers erhalten und persönlich nach seinem Bischofssitz Mailand überführt haben. In der diesem Bischof geweihten Basilika Sant’Eustorgio in Mailand lassen sich die Reliquien der heiligen drei Könige erstmals geschichtlich nachweisen. 1158 wurden sie angesichts der ersten Belagerung Mailands durch Friedrich Barbarossa von der außerhalb der Stadtmauern gelegenen Basilika in den Glockenturm der in der Stadt gelegenen Kirche San Giorgio al Palazzo geschafft.

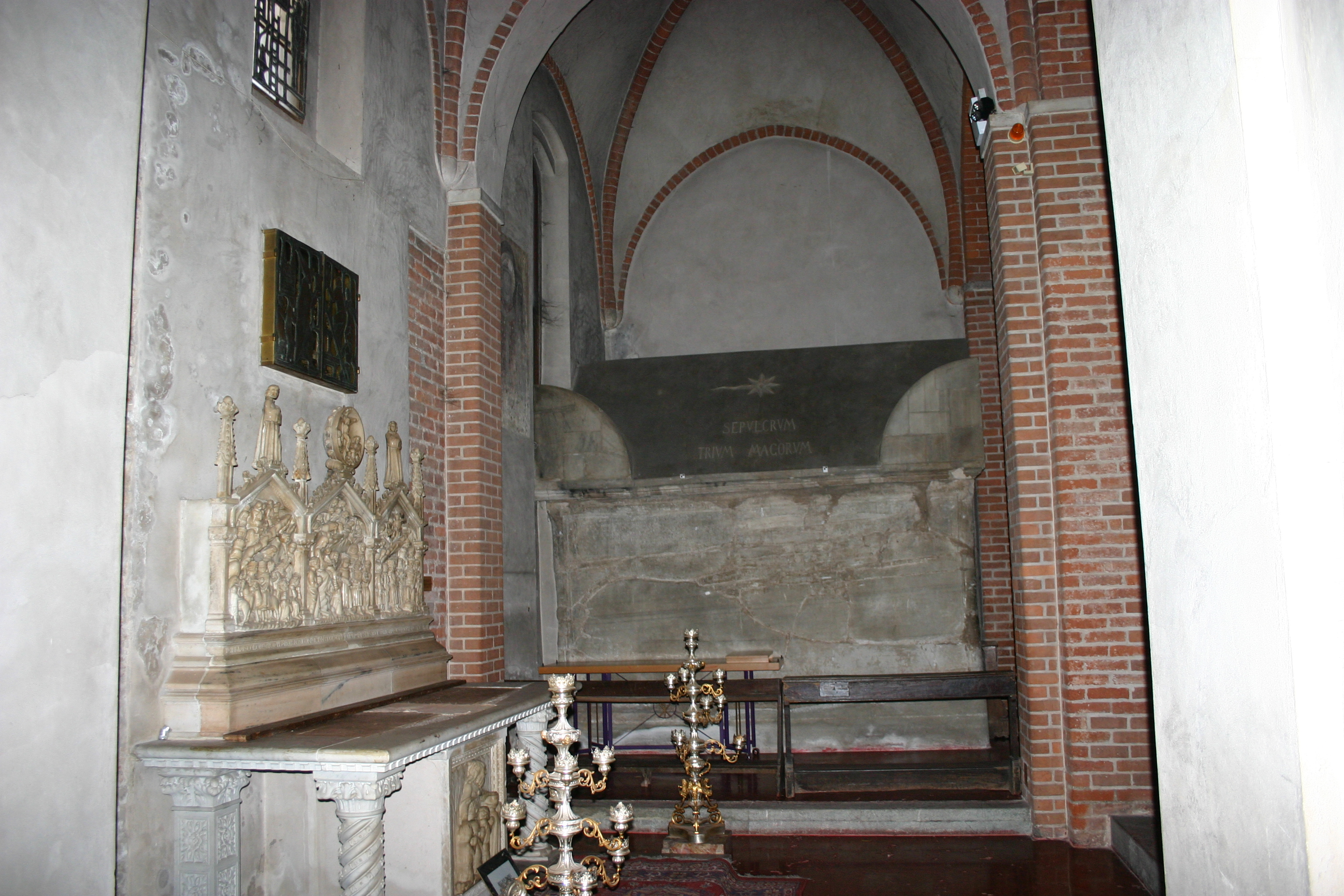
Cappella dei Magi in der Basilica di Sant’Eustorgio in Mailand

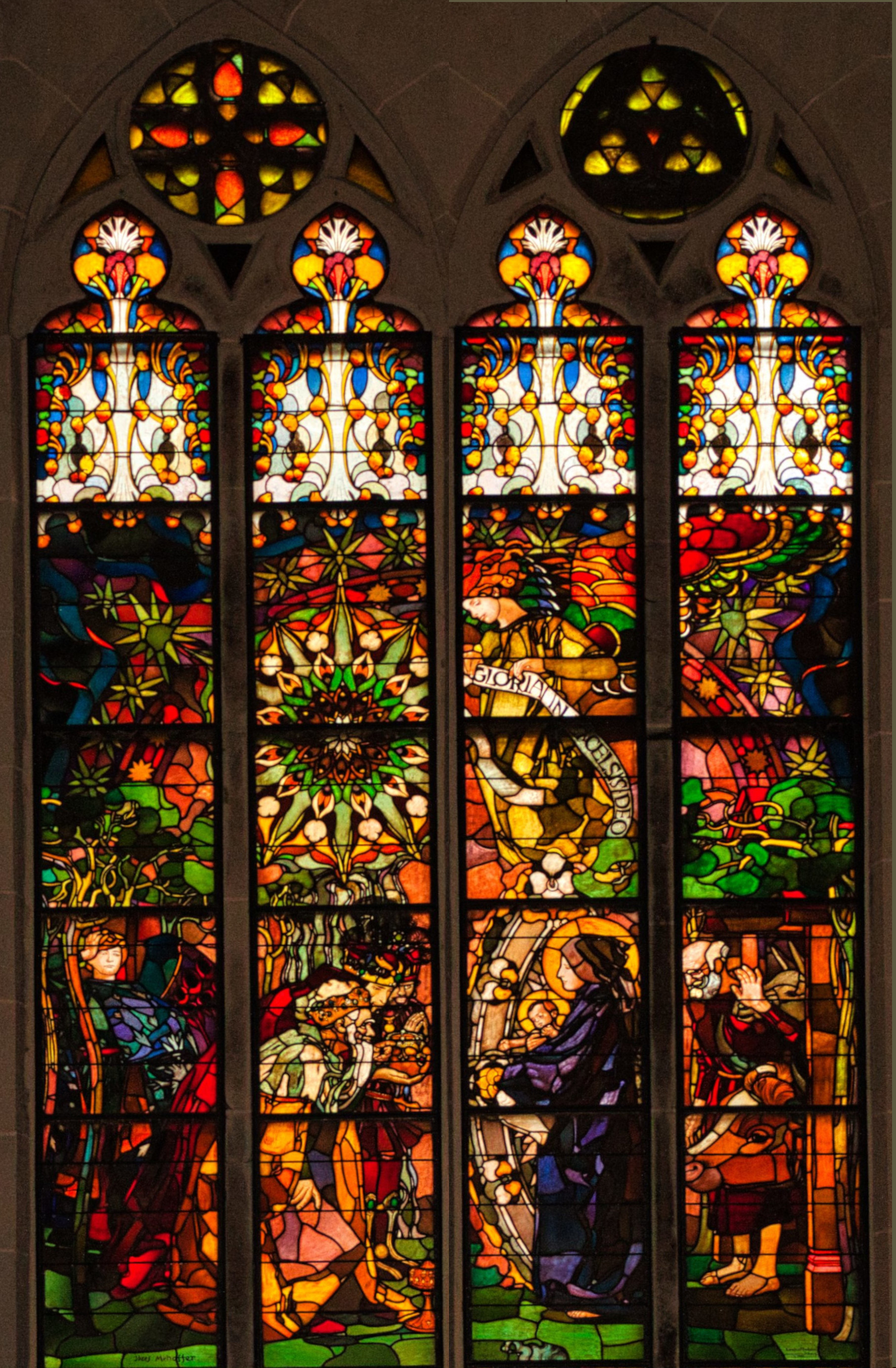
Dreikönigsfenster (Ausschnitt), 1902–1904, von Józef Mehoffer in der St. Nikolaus-Kathedrale von Freiburg, Schweiz

Nach der Eroberung Mailands (1162) erhielt der kaiserliche Kanzler und Kölner Erzbischof Rainald von Dassel die Gebeine 1164 als Geschenk von Kaiser Barbarossa. Darin drückte sich auch eine politische Absicht aus. Die Gebeine der sozusagen „ersten christlichen Könige“ sollten dem Reich Barbarossas eine sakrale Rechtfertigung ohne Abhängigkeit vom Papst verleihen, die seit König Pippin dem Jüngeren und seinem Sohn, Karl dem Großen, existierte. Am 23. Juli 1164 gelangten die Reliquien nach Köln, wo sie in dem um 1200 entstandenen Dreikönigenschrein beigesetzt wurden. Der große Andrang von Pilgern zu dem Schrein war Anlass, 1248 mit dem Bau des Kölner Doms anstelle des kleineren Hildebold-Doms zu beginnen. 1903 wurde ein Teil der Reliquien an die Mailänder Basilika Sant’Eustorgio zurückgegeben.
In der Cappella dei Magi der Basilika Sant’Eustorgio befindet sich noch der monumentale Giebelsarkophag aus spätrömischer Zeit, in dem die Reliquien nach Mailand gebracht worden sein sollen und aus dem sie 1164 entnommen wurden. Er zeigt auf dem Dach den Stern von Bethlehem und darunter die lateinische Inschrift „SEPULCRUM TRIUM MAGORUM“ (Grab der drei Weisen).

## Feiertag
In vielen Gebieten Deutschlands ist der Begriff „Dreikönigsfest“ oder „Dreikönigstag“ der vorherrschend gebrauchte Name für den 6. Januar.
Die eigentliche Bezeichnung dieses Festes ist dagegen Erscheinung des Herrn. Die Kirche feiert an diesem Tag das Sichtbarwerden der Göttlichkeit Jesu in der Anbetung durch die Sterndeuter, bei seiner Taufe im Jordan und durch das von ihm bei der Hochzeit zu Kana bewirkte Wunder der Verwandlung von Wasser in Wein.
In den evangelischen Kirchen werden die darauf folgenden Sonntage als Sonntage nach Epiphanias gezählt; die katholische Kirche feiert am Sonntag nach Erscheinung des Herrn das Fest der Taufe des Herrn, mit dem der Weihnachtsfestkreis endet. Nur im Lesejahr C nach der Leseordnung der katholischen Kirche wird das dem Fest ursprünglich zugehörige Evangelium der Hochzeit zu Kana am Sonntag nach Taufe des Herrn gelesen.
In der bis 1969 gültigen katholischen Liturgie wurde am 13. Januar, dem Oktavtag von Erscheinung des Herrn,  der Taufe Jesu im Jordan gedacht und am darauffolgenden Sonntag der Verwandlung von Wasser zu Wein bei der Hochzeit zu Kana. Die auf Erscheinung des Herrn folgenden Sonntage wurden „Sonntage nach Erscheinung des Herrn“ genannt, wobei der erste Sonntag das Fest der Heiligen Familie war. Die Weihnachtszeit endete am 2. Februar, dem Fest Mariä Lichtmess.
Als die Kirchen des Ostens den römischen Brauch übernahmen, die Geburt Jesu ebenfalls nicht mehr am 5. oder 6. Januar, sondern am 25. Dezember zu feiern, bezogen sie, anders als die lateinische Kirche, die Ankunft der Weisen in das Weihnachtsfest mit ein, wie es auch das Kontakion ausdrückt: „Die Engel lobsingen mit den Hirten und die Weisen wandern mit dem Stern“. Am 6. Januar verblieb das Fest der Taufe des Herrn im Jordan als das Fest der Theophanie.
Zum 6. Januar als gesetzlichem Feiertag siehe den entsprechenden Abschnitt im Artikel Erscheinung des Herrn oder den Jahresübersichten für Deutschland, Österreich und der Schweiz.

## Brauchtum

### Bescherung und Umzüge

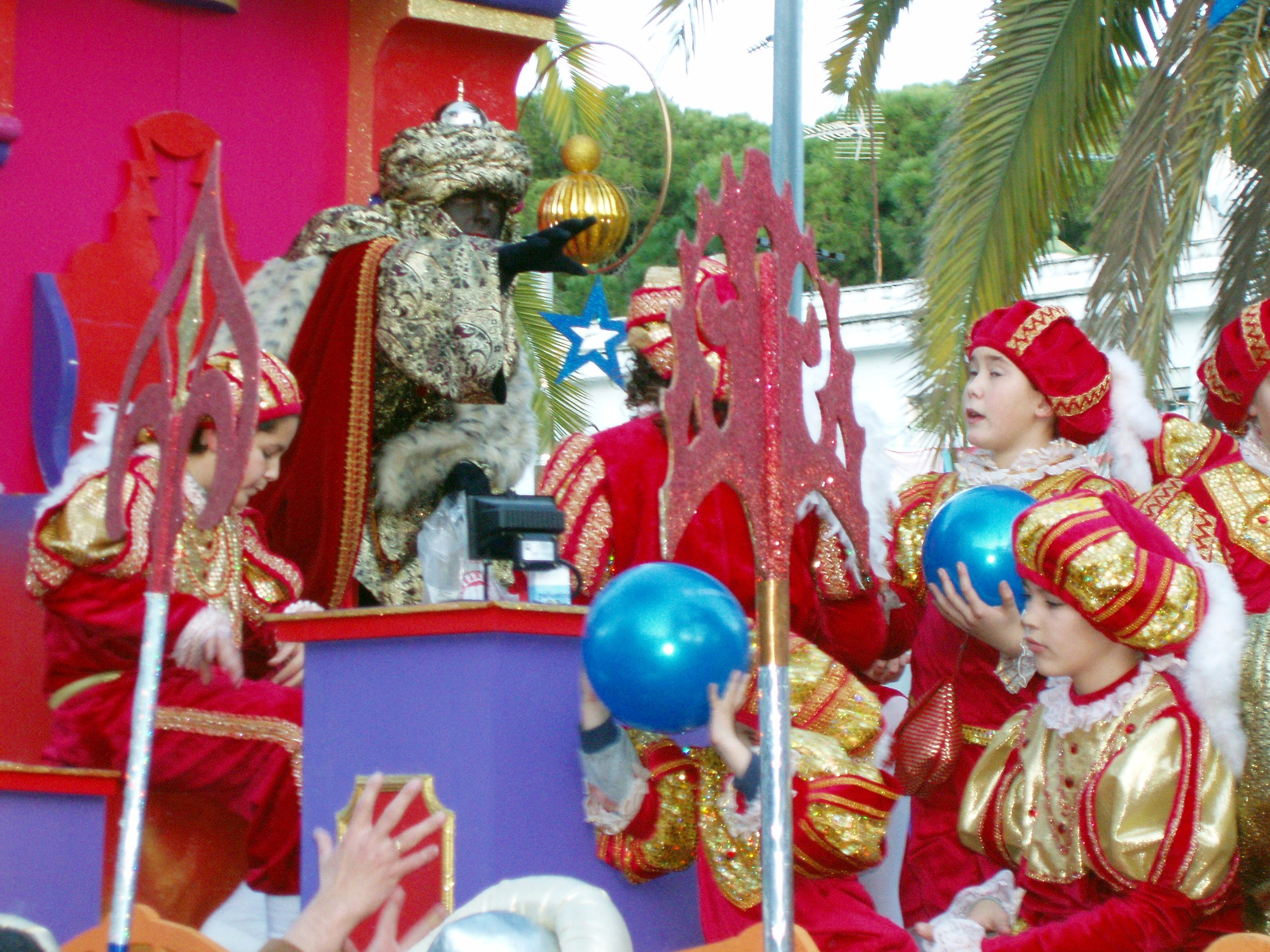
Cabalgata in El Puerto de Santa María

In Italien warten die Kinder in der Nacht zum 6. Januar auf die Gaben, die ihnen die Hexe Befana bringt. Der Name dieser legendären Gestalt leitet sich vom Fest Epiphanias am 6. Januar her. Heute finden auch jahrmarktähnliche Veranstaltungen mit Angeboten für die Kinder statt, so in Rom auf der Piazza Navona.

In Spanien und auf den Kanarischen Inseln findet die weihnachtliche Bescherung am Dreikönigstag statt. Zu diesem Anlass finden die sogenannten Cabalgatas de Reyes Magos statt, festliche Umzüge, an denen als Höhepunkt drei als Könige verkleidete Einheimische Süßigkeiten in die Menge werfen.

### Dreikönigssingen
Die Tradition des Dreikönigsingens, auch Sternsingen genannt, geht auf mittelalterliche Heischebräuche zurück, die früher genutzt wurden, um sich in der kalten Jahreszeit ein Zubrot und einen Zehrpfennig zu verdienen. Das Brauchtum wurde in der Mitte des 20. Jahrhunderts wiederbelebt und wird vorrangig in katholischen Gemeinden in Deutschland, Österreich, der Schweiz und Südtirol, aber auch einigen nicht-deutschsprachigen Ländern Mitteleuropas (Tschechien, Slowakei, Slowenien), praktiziert.

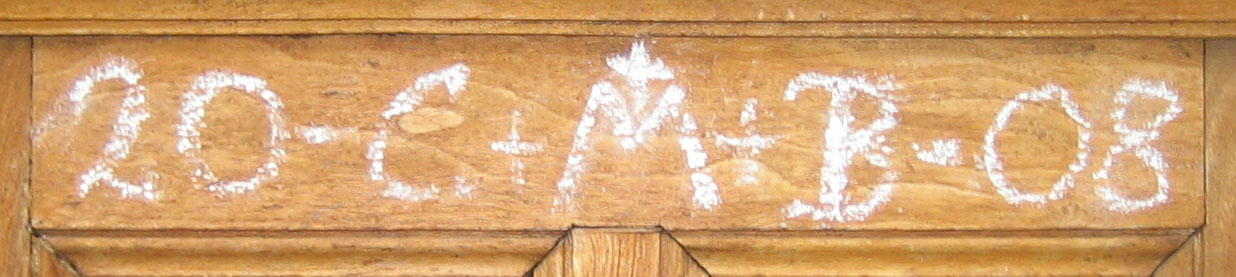
Segensbitte der Sternsinger am Kloster Marienberg, Südtirol

Den Menschen, die ihnen die Tür öffnen oder sie sogar einlassen, singen die Sternsinger ein Lied und sprechen ein Gebet bzw. sagen Gedichte auf. Dann schreiben sie mit geweihter Kreide C+M+B, verbunden mit der jeweiligen Jahreszahl, an die Haustüren oder die Türbalken (Haussegnung). Seit Anfang des 21. Jahrhunderts werden hierfür auch sogenannte Segensaufkleber verwendet, das sind schwarze Aufkleber mit stilisierter Kreidebeschriftung. Von den Anfangsbuchstaben der Namen Caspar, Melchior und Balthasar leitete man Mitte des 20. Jahrhunderts „Christus mansionem benedicat“ („Christus segne (dieses) Haus!“) als christlichen Segensspruch ab. Gesammelt wird meist für kinderbezogene Projekte im Rahmen der weltweiten Entwicklungszusammenarbeit.
Während der Coronapandemie wurde das Sternsingen zeitweise ausgesetzt. In manchen Orten konnten ersatzweise Segensaufkleber selbst angebracht werden.

### Weitere Bräuche
In ländlichen Gegenden, wie dem Allgäu, wird in der Kirche sogenanntes Dreikönigswasser geweiht, und zwar in Erinnerung an die Taufe Jesu im Jordan, deren am 6. Januar liturgisch ebenfalls gedacht wurde. Es wurde ursprünglich mit einem nur dazu bestimmten Gefäß aus einem fließenden Gewässer entnommen, in der Kirche gesegnet und mit nach Hause genommen; so soll es unter anderem Schutz vor Unwettern gewähren. Dieser Brauch war schon im 4. Jahrhundert bekannt und wird in den orthodoxen Kirchen als Große Wasserweihe begangen. In der Liturgie außerordentlichen Form des römischen Ritus hat sich die Weihe von Dreikönigswasser ebenfalls erhalten.
Teilweise wird auch Dreikönigssalz geweiht. Außerdem ist am Dreikönigsfest das Ausräuchern des eigenen Hauses zum Schutz gegen Dämonen verbreitet. Das Dreikönigsfest bildet den Abschluss der Rauhnächte. Dreikönigszettel waren am Dreikönigsfest gesegnete Zettel, die mit C+M+B, Gebeten und oft auch mit weiteren Segenswünschen und Sinnsprüchen beschrieben waren.
Ein Dreikönigsschwimmen von Fließ- und Wildwasserrettern der ÖWR in Tauchanzug wird seit 2012, als Aufgreifen einer „alten Tradition“, in der Mur in Graz durchgeführt.
In Frankreich, Belgien, Luxemburg, Spanien, Portugal, Argentinien, Mexiko, Liechtenstein, in großen Teilen der Schweiz und in kleinen Teilen Österreichs wird am Dreikönigstag ein Gebäck namens Dreikönigskuchen (französisch Galette des Rois, spanisch Roscón de Reyes, in Argentinien und Mexiko Rosca de Reyes) aufgetischt. In dem Kuchen werden in verschiedenen Ländern jeweils, nach Wahl, mehrere Porzellan- oder Keramikfigürchen versteckt. Die Traditionen zu den Aufgaben des Finders der Porzellankinder unterscheiden sich regional.

## Ikonografie
Die Anbetung der Könige und ihr Zug nach Bethlehem sind traditionelle Motive in der christlichen bildenden Kunst. Ihre Darstellung ist häufig Bestandteil der Weihnachtskrippe und in vielen Ländern auch Motiv für Postwertzeichen. Siehe zum Beispiel Weihnachtsmarken der Deutschen Bundespost und Weihnachtsmarken der Deutschen Bundespost Berlin.
Seit dem 12. Jahrhundert wurde gelegentlich, seit der Renaissance regelmäßig einer der drei Könige in der bildenden Kunst als Repräsentant Afrikas mit dunkler Hautfarbe dargestellt.
In der Renaissancemalerei beginnt diese Zuordnung schon vor der Wende zum 16. Jahrhundert und ist im 16. Jahrhundert häufig anzutreffen. Eines der ersten Anbetungsbilder mit einem afrikanischen König in der italienischen Renaissance stammt von Andrea Mantegna (1462 und noch einmal 1495–1505), in der Renaissance des Nordens, zeigen beispielsweise die Dreikönigsaltäre von Hans Memling von 1470 und 1479 und die Anbetung der Könige Albrecht Dürers aus dem Jahre 1504 diese „geografische“ Zuordnung. Schon 1445 malt Stefan Lochner in seinem Kölner Dreikönigsaltar einen dunkelhäutigen Begleiter im Gefolge der Könige.